# عددنویسی عربی

تکامل اعداد هندی به اعداد عربی و پذیرش آنها در اروپا

اعداد عربی (عددهای غربی یا اروپایی) به ده رقم 0-1-2-3-4-5-6-7-8-9 گفته می‌شود که در عددنویسی هندی-عربی از آنها استفاده می‌شود. عددنویسی هندی-عربی توسط ریاضی‌دانان هندی به وجود آمد و توسط ریاضیدانان مسلمان تکامل پیدا کرد و به دو روش عدد نویسی شرقی که در بغداد پدید آمد و امروزه در کشورهای عربی و ایران استفاده میشود  و عدد نویسی غربی که در اندلس اسلامی پدید آمد و در بقیه دنیا استفاده میشود تقسیم شد. سپس به اروپا راه یافت و توسط آنان در همه جای دنیا گسترش یافت و جایگزین سیستم‌های عددنویسی پیشین گردید.
اروپایی ها ابتدا از اعداد رومی استفاده میکردند که صورتی از چوبخط بود و ضرب و تقسیم و اعشار در آن ممکن نبود. آنها برای اولین بار در قرن دهم میلادی از اعداد عربی  شنیدند،ولی گسترش آن در اروپا قرنها طول کشید. پس از آنكه فیبوناچی در شهر الجزایری Béjaïa با این اعدا روبرو شد در قرن سیزدهم کتاب Liber Abaci را نوشت. ابتدا استفاده از این اعداد در شمال ایتالیا شروع شد و تا زمان اختراع چاپخانه در قرن پانزدهم محدود بود.  تجارت ، کتابها  و استعمار کردن کشورهای عرب متعاقباً به محبوبیت اعداد عربی در سراسر جهان کمک کرد. این اعداد در سراسر جهان - به طور معناداری فراتر از گسترش معاصر الفبای لاتین - مورد استفاده قرار می گیرند.

## تاریخچه
ایده نوشتن اعداد بر اساس ارزش مکانی (موقعیت‌های یکان, دهگان , ... ) توسط ریاضیدانان هندوستان معرفی شد.
دلیل اینکه این ارقام در اروپا و قاره آمریکا بیشتر به عنوان "اعداد عربی" شناخته می شوند این است که در قرن دهم توسط عرب زبانان اسپانیا و شمال آفریقا که در آن زمان از لیبی تا مراکش از این اعداد استفاده می کردند، به اروپا معرفی شد. در قسمت شرقی شبه جزیره عربی، اعراب از اعداد عربی شرقی یا اعداد «مشریکی» استفاده می کردند: 0 1 2 3 4 5 6 7 8 9
در سال ۷۷۳ م یا ۱۵۶ هجری مردی از هندوستان (بنام کنکاه) از هندوستان به دربار خلیفه منصور آمد که به محاسبات کتاب سند هند وارد بود. خلیفه به گروهی به سرکردگی ابراهیم فزاری دستور داد کتاب را به عربی برگردانند. بعدها خوارزمی دوباره این اثر را تصحیح کرد.
خوارزمی کتاب حساب الهند را در ۸۲۵ میلادی نوشت و الکندی مستقلا کتاب فی استعمال اعداد الهندی را در ۸۳۰ میلادی نوشت. در قرن بعد کوشیار گیلانی کتاب فی اصول حساب الهندی را نوشت
این دستگاه اعداد پس از فتح اندلس توسط اروپاییان و دسترسی ایشان به کتاب‌های مسلمانان مانند علوم دیگر از جمله فیزیک نور به زبان‌های اروپایی مانند زبان لاتین ترجمه شد و به کشورهای اروپا منتقل می‌گردد.. این دستگاه اعداد و ارقام آن، به‌آهستگی توسط مردم اروپا، از طریق کتاب‌ها، روابط تجاری و فرهنگی، و مستعمره‌سازی در سرتاسر جهان منتشر گردید. این دستگاه امروزه دستگاه غالب عددی در جهان است به‌شمار می‌آید.

## عددنویسه‌ها
عددنویسه‌های مورد استفاده در اعداد فارسی با عددنویسه‌های مورد استفاده در اعداد عربی تفاوت داشته و کد یونی‌کد متفاوتی دارند حتی اگر ظاهر یکسان یا شبیه به هم داشته باشند (برای مثال، رقم سه فارسی «۳» با کد یونی‌کد U+06F3 و رقم سه عربی «٣» با کد یونی‌کد U+0663 با یکدیگر متفاوتند). با این حال، عددنویسه‌هایی که در اردو، سِندی و دیگر زبان‌های آسیای جنوبی استفاده می‌شوند، دارای کد یونی‌کد یکسان با فارسی هستند.
| عربیِ غربی  | 0 | 1 | 2 | 3 | 4 | 5 | 6 | 7 | 8 | 9 | 10 |
| عربیِ شرقی  | ٠ | ١ | ٢ | ٣ | ٤ | ٥ | ٦ | ٧ | ٨ | ٩ | ١٠ |
| فارسی      | ۰ | ۱ | ۲ | ۳ | ۴ | ۵ | ۶ | ۷ | ۸ | ۹ | ۱۰ |
| اردو       | ۰ | ۱ | ۲ | ۳ | ۴ | ۵ | ۶ | ۷ | ۸ | ۹ | ۱۰ |
| اعداد ابجد |   | ا | ب | ج | د | ه | و | ز | ح | ط | ي  |